# Lucas Akins
Lucas-Jordan Jeremiah Akins (né le 25 février 1989 à Huddersfield) est un footballeur anglais. Il joue depuis 2022 au poste d'attaquant avec le club de Mansfield Town.

## Biographie
Il joue 11 matchs en première division écossaise avec l'équipe d'Hamilton Academical.
Le 18 juin 2014, il rejoint  le club de Burton Albion.
Le 20 janvier 2022, il rejoint Mansfield Town.

## Palmarès
- Champion d'Angleterre de League Two (D4) en 2015 avec Burton Albion